# Cristian Gómez García
Cristian Gómez García (27 de juliol de 1989 a L'Hospitalet de Llobregat) és un futbolista català que actualment juga pel CE L'Hospitalet, a la posició de migcampista.

## Carrera futbolística
Cristian va començar la seva carrera en el seu club local del CE L'Hospitalet, i allà hi va fer el seu debut sènior, jugant dos partits en Segona divisió B en la temporada, en la qual el seu equip va descendir de categoria; ell va ser part del primer equip que retornà l'Hospitalet a segona divisió B, marcant 2 gols en 25 partits eixa temporada.
A les darreries de la temporada 2011, Cristian va ser transferit al RCD Espanyol, juntament amb el seu company d'equip Christian Alfonso - el fitxatge va ser efectiu el juliol d'aquell any - inicialment sent assignat a l'equip B. Tot i que finalment va convertir-se en un jugador habitual del primer equip i va acumular 39 partits a la lliga BBVA.
Però Cristian no aconsegueix fer-se amb un lloc fix al primer equip. Durant la temporada 2013-2014 juga cedit al Reial Madrid Castella Club de Futbol, i la 2014-2015 al Girona Futbol Club. Tot i ser un jugador habitual als dos conjunts, no convenç els tècnics de l'Espanyol i a l'agos de 2015 queda lliure.
Cristian roman sense equip fins al gener de 2016, quan fitxa pel Centre d'Esports l'Hospitalet, al grup III Segona divisió B espanyola de futbol, on juga 13 partits i 1.106 minuts, sense aconseguir marcar cap gol. Al final de la temporada, es desvincula del club i el 7 de juliol es fa públic el fitxatge pel Club Lleida Esportiu durant dues temporades.